# Camuzzi Gas
Camuzzi Gas es una empresa distribuidora de gas natural en Argentina, creada el 1 de diciembre de 1992. Dividida en dos filiales (Camuzzi Gas Pampeana y Camuzzi Gas del Sur), cubre el 45% de las áreas de concesión del país y presta servicio a 2  millones de clientes.  

## Historia
En la década del 90' que se llevó a cabo en la empresa estatal Gas del Estado, que fue efectivamente privatizada el 28 de diciembre de 1992. A partir de ese momento, la disuelta empresa estatal se dividió en once sociedades privadas (2 para transporte, y 9 para distribución), entre las cuales surge Camuzzi Gas.
el 1 de diciembre de 1992, la empresa se dividió en dos subsidiarias para repartir el 45% de área de concesión que le fue otorgada: Camuzzi Gas Pampeana y Camuzzi Gas del Sur. En este sentido, la empresa administra una red de gasoductos de transporte y distribución de más de 56000 kilómetros lineales en ambas regiones,.

## Camuzzi Gas Pampeana
Camuzzi Gas Pampeana S.A. es la filial que provee la distribución de gas en las provincias de Buenos Aires (exceptuando Gran Buenos Aires) y La Pampa; y su directorio como sociedad anónima se distribuye entre: Sodigas Pampeana S.A. (86%), la ANSES y el Merval (14%).

## Camuzzi Gas del Sur
Camuzzi Gas del Sur S.A. es la filial que provee la distribución de gas en las provincias de Neuquén, Río Negro, Chubut, Santa Cruz y Tierra del Fuego; y su directorio como sociedad anónima se distribuye entre: Sodigas Sur S.A. (90%), Camuzzi Gas Inversora S.A. (9,8%), y otros (0,2%).